# Guasaves

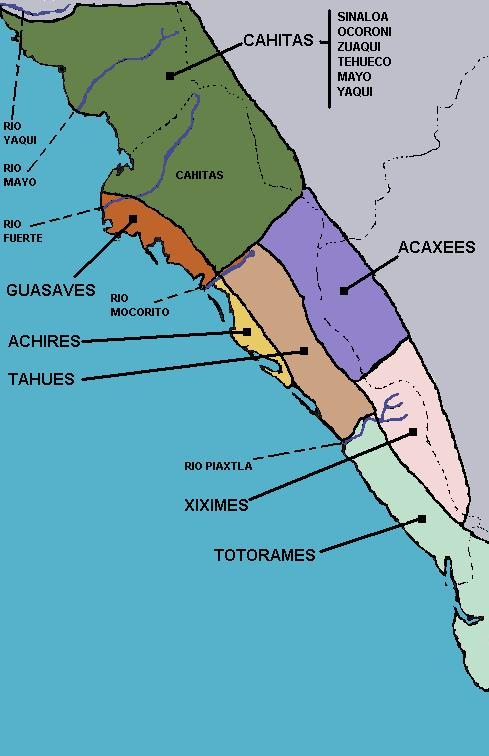
El actual estado mexicano de Sinaloa en 1530.

Los guasaves o tamazulas fue un pueblo nómada que habitó en la región costera del municipio de Guasave y un poco en la parte norte del municipio de Angostura. Algunos investigadores y escritos antiguos los catalogan como dos pueblos diferentes guasaves y tamazulas, pero en la actualidad se considera como uno solo.
Igual que los achires, su idioma era diferente a los demás pueblos indígenas de Sinaloa, conocían la agricultura, y desconocian el uso de la caza y el del vestido.
Vivían en las marismas y esteros, se alimentaban de pescado, almejas, pitahayas y frutos silvestres que recolectaban.
Los guasaves o tamazulas eran más altos que las otras tribus de Sinaloa.
Algunos etnólogos los incluyen dentro del grupo seri.